# Антипорнография
Антипорногра́фия — движение против порнографии, объединившее общественных активистов различных течений. Причины для возникновения движения основываются на религиозных  и феминистских взглядах, а также предполагаемые вредные привычки, такие как зависимость от порнографии. Зависимость от порнографии не является состоянием, признанным DSM-5, в МКБ-11, или DSM-5-TR.
Определение «порнографии» варьируется в зависимости от стран и движений, и многие различают порнографию, против которой они выступают, и эротику, считающуюся ими приемлемой. Иногда противники считают некоторые формы порнографии более или менее безопасными, в то время как другие не проводят таких различий.
Согласно результатам опроса, проведенного Институтом Гэллапа в 2013 году, 66 % взрослых американцев высказали мнение о неправильности порнографии с моральной точки зрения, в то время как 31 % считали её морально приемлемой. За последние десятилетия наблюдается увеличение гендерного разрыва в отношении порнографии: женщины по-прежнему выражают более негативное отношение к ней, а мужское отношение к порнографии всё стремительнее снижается. Так же есть мнение, что если человек смотрит "порно", то его мозг будет недоволен нынешней обстановкой. Ещё многие люди говорят, что "порно" вызывает зависимость и заставляет всех возвращаться к просмотру.